# Усть-Ножова
Усть-Ножова́ (рос. Усть-Ножовая) — село у складі Шилкинського району Забайкальського краю, Росія. Входить до складу Ононського сільського поселення.
Стара назва — 3-є отділення совхоза Ононський.

## Населення
Населення — 350 осіб (2010; 430 у 2002).
Національний склад (станом на 2002 рік):
- росіяни — 60 %
- буряти — 35 %